# 瑙斯尼茨
瑙斯尼茨是德国图林根州的一个市镇。总面积1.42平方公里，总人口72人，其中男性36人，女性36人（2011年12月31日），人口密度51人/平方公里。